# Puimichel
Puimichel település Franciaországban, Alpes-de-Haute-Provence megyében. Lakosainak száma 254 fő (2022. január 1.). Puimichel Le Castellet, Entrevennes, Malijai, Les Mées és Saint-Jeannet községekkel határos.

## Népesség
A település népességének változása:
| Lakosok száma | 161  | 194  | 203  | 252  | 209  | 218  | 247  | 264  | 270  | 254  |
|               | 1968 | 1982 | 1990 | 2006 | 2013 | 2015 | 2017 | 2019 | 2020 | 2022 |